# استان یاولی
استان یاولی (به اسپانیایی: Provincia de Yauli) یک استان در پرو است که در منطقه خونین واقع شده‌است. استان یاولی ۳٬۶۱۷٫۳۵ کیلومتر مربع مساحت و ۴۰٬۳۹۰ نفر جمعیت دارد.